# اسدالله جوانمردی
اسدالله جوانمردی نماینده مردم میانه در دوره نخست مجلس شورای اسلامی بود که اعتبارنامه اش به تصویب نرسید.
در جلسه ۱۵ تیرماه ۱۳۵۹ مجلس شورای اسلامی به بررسی اعتبارنامه جوانمردی پرداخت و بر اساس اعلام ابراهیم یزدی مخبر کمسیون تحقیق پس از بررسی موارد مخالف و موافق این کمیسیون اعتبارنامه او را مردود می‌شمارد. بر اساس اعلان ابراهیم یزدی کمیسیون تحقیق به دلایل زیر اعتبارنامه جوانمردی را مردود می‌شمارد:
۱- عکس‌های متعدد با شاه و ایادی رژیم سران ساواک این عکس‌ها برای ارائه به مجلس محترم در پرونده انتخاباتی موجود است آخرین عکس نامبرده با شاه در سال ۱۳۵۶ می‌باشد.
۲- اجرای سخنرانی در رادیو و تلویزیون ارومیه یا رضائیه سابق در زمان طاغوت و در مساجد در مورد این سخنرانی‌ها کمیسیون تحقیق موفق نشد که نمونه هائی از نوارها را به‌دست آورد. تا دربارهٔ محتوای سخنان قضاوت نماید. اما در گزارش ساواک ارومیه در اینمورد چنین آمده است که عیناً از روی گزارش صیادیان رئیس ساواک ارومیه در اینمورد چنین آمده است که عیناً از روی گزارش صیادیان رئیس ساواک آذربایجان غربی مورخه ۵۴/۷/۷ نقل می‌شود.
‹‹ با مراقبت هائی که در این اواخر از وی به عمل آمد مشارالیه در سخنرانی‌های خویش در مجالس و مساجد ضمن تحریک احساسات مردم به میهن‌پرستی و اعمال آن عده از افراد به خصوص جوانان را که افکار ضد ملی و کمونیستی و گرایش برخلاف مصالح کشور اقدام می‌نمایند شدیداً مورد انتقاد قرار داده که سخنرانی وی اثرات بسیار مطلوبی در بین مردم به جای گذارده است.
1. اسناد موجود در ساواک آذربایجان غربی حاکی از آن است که نامبرده با ساواک تماس هائی داشته است و از طرف ساواک به عنوان روحانی مورد قبول تصویب گردیده بود که همراه کاروان حج برود این اسناد برای ارائه به مجلس محترم در اختیار کمیسیون می‌باشد و اگر چنانچه نمایندگان محترم مایل باشند قرائت خواهد شد.
2. آقای جوانمردی بعد از پیروزی انقلاب به عنوان عضو یا یکی از بنیان‌گذاران حزب جمهوری خلق مسلمان فعالیت داشته است حزب مزبور فعالانه علیه جمهوری اسلامی موضع‌گیری و اقدامات خصمانه داشته است.[۲]

در پایان این جلسه و پس از توضیحات جوانمردی مجلس شورای اسلامی در خصوص اعتبارنامه وی رای می‌گیرد که با ۷ رای موافق، ۱۴۷ رای مخالف و ۴۱ رای ممتنع اعتبارنامه اش رد می‌شود.
پس از اندک زمانی حجت‌الاسلام بیات قاضی شرع شهرهای شیراز، ابهر و گنبد دستور خلع لباس او را صادر می‌کند.